# Allgaier Werke
Die Allgaier-Group ist eine Unternehmensgruppe mit Hauptsitz im schwäbischen Uhingen, die in den Bereichen Automotive und Verfahrenstechnik tätig ist. Gefertigt werden vor allem Press- und Blechteile und deren Werkzeuge für die Automobilindustrie sowie Sieb-, Trocknungs- und Granulierungsanlagen. Neben dem Hauptwerk hat das Unternehmen Produktionswerke im Norden Deutschlands und in Sachsen sowie in Frankreich, Mexiko, Schweden, Spanien und Indien.

## Geschichte
Im Jahr 1906 wurde im württembergischen Hattenhofen von Georg Allgaier die Firma Allgaier Werke GmbH zur Fertigung einfacher Schnitt- und Stanzwerkzeuge gegründet. Der Betrieb wurde 1916 ins benachbarte Uhingen verlagert. Der erste größere Auftrag von Karosseriewerkzeugen wurde im Jahr 1928 nach Belgien und Frankreich ausgeliefert. Im darauf folgenden Jahr begann Allgaier mit der seriellen Produktion von Pressteilen für die Automobilindustrie.
In der Zeit des Nationalsozialismus schwenkte das Unternehmen verstärkt auf die Produktion von Rüstungsgütern um. So fertigte Allgaier bis Kriegsende unter anderem Flugzeugteile und verschiedene Munitionsarten. In der Produktion wurden auch russische Zwangsarbeiter eingesetzt. Gemäß Zeugen sollen sich darunter zwangsweise verschleppte Kinder befunden haben. Der Umgang mit den Zwangsarbeitern wird von den Betroffenen unterschiedlich beschrieben. So soll es freundschaftliche Beziehungen aber auch Misshandlungen und Mangelversorgung gegeben haben.  Ferner berichteten Zeugen von Hinrichtungen auf dem Firmengelände.

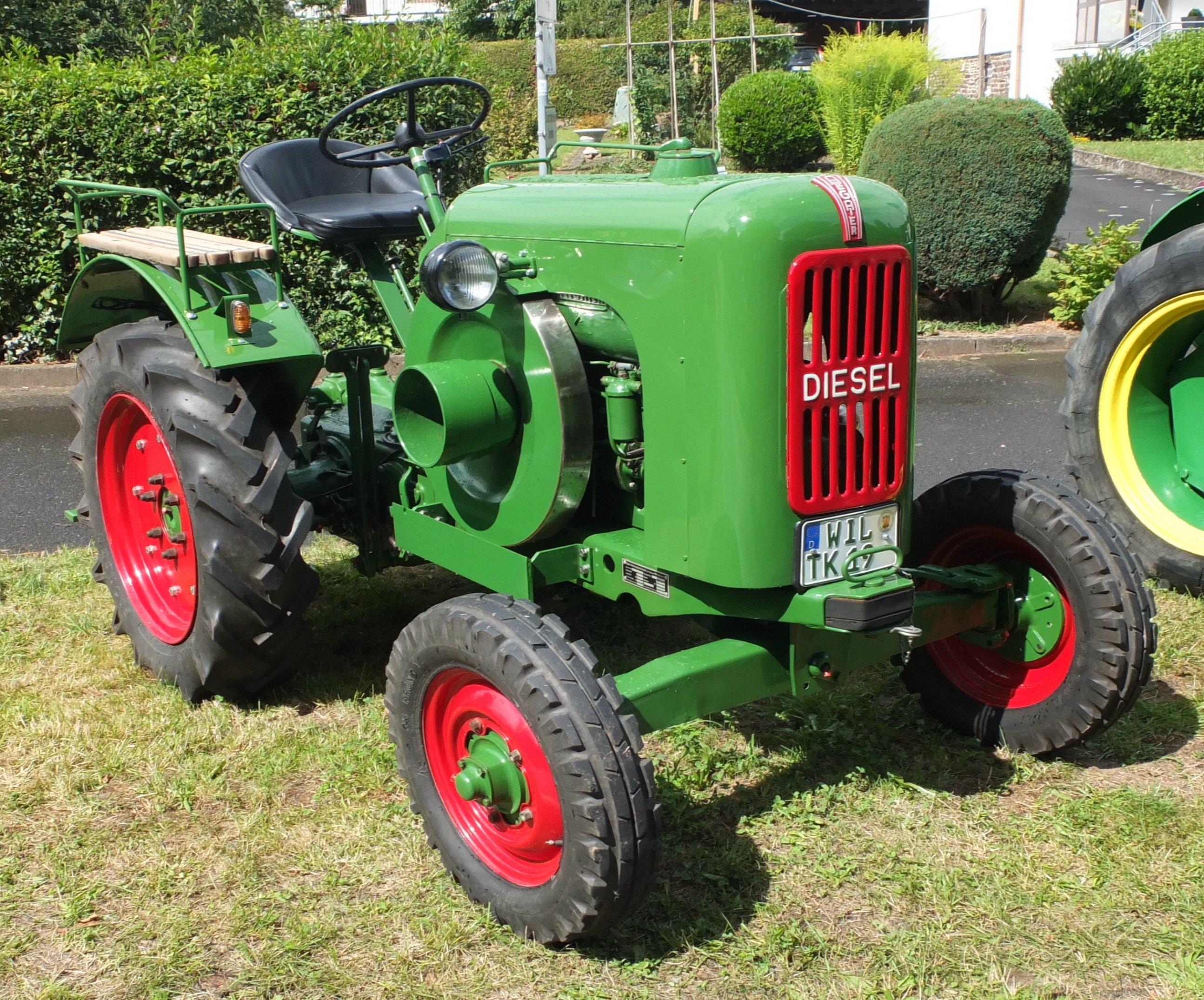
Allgaier-Traktor A 22, 1840 cm³, 22 PS (1951)

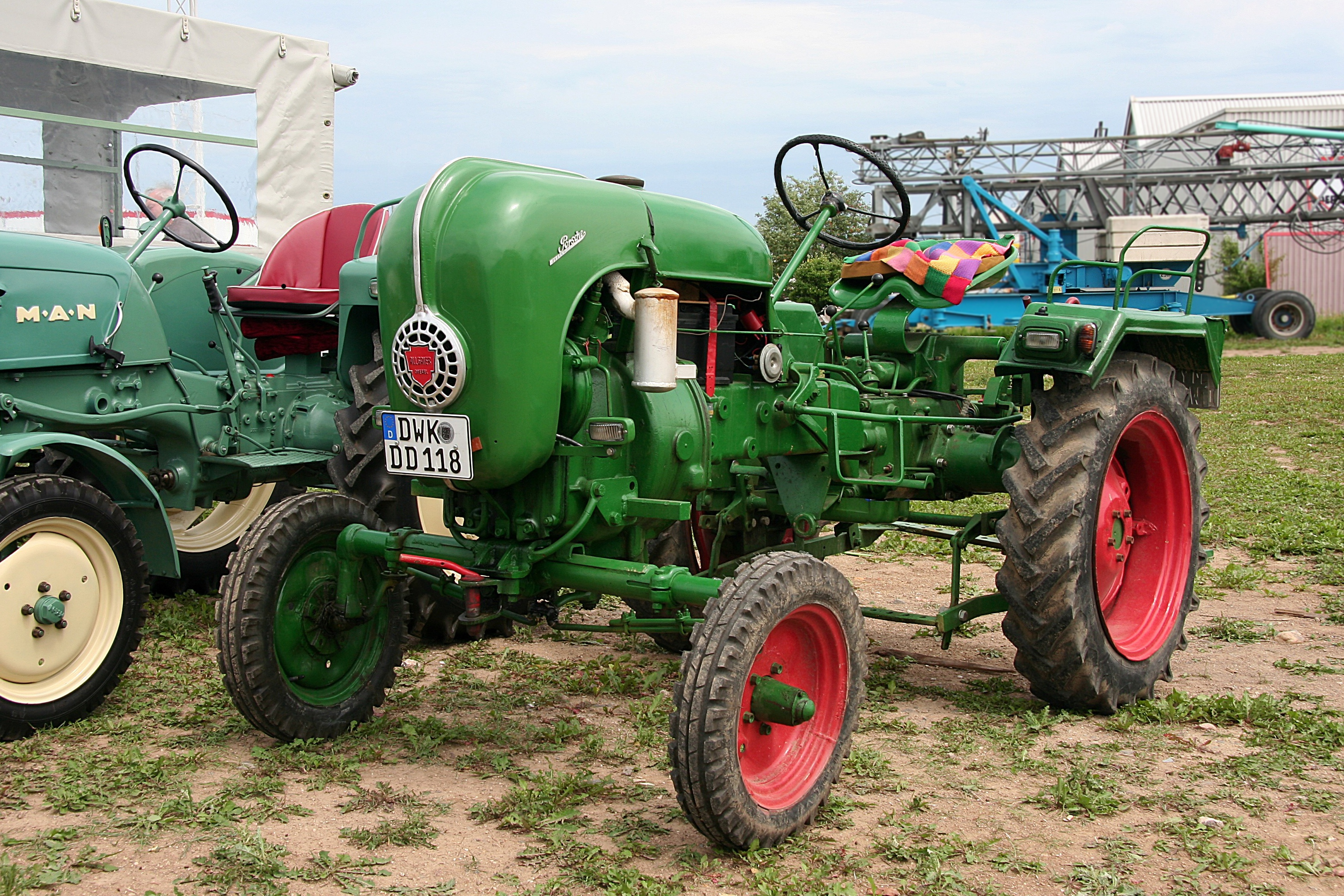
Allgaier-Traktor A 111, gebaut von 1952 bis 1955

Im Jahr 1946, unmittelbar nach dem Zweiten Weltkrieg, starb der Unternehmensgründer. Seine Familie führte das Unternehmen weiter und begann zwei Jahre später mit der Produktion von Schleppern und Dreschmaschinen für die Landwirtschaft. Aufgrund der großen Auftragslage in den anderen Geschäftsfeldern kam es zu Kapazitätsengpässen, so dass die Traktorenfabrikation 1955 an die neu gegründete Porsche-Diesel Motorenbau GmbH verkauft wurde. Darauf folgend begann die Produktion von Siebmaschinen und damit der Geschäftsbereich „Verfahrenstechnik“. Mitte der 1960er Jahre beschäftigte das Unternehmen rund 3000 Mitarbeiter, danach geriet das Geschäft mit Landwirtschaftsmaschinen in eine Krise. Die Mitarbeiterzahl schrumpfte bis in die 1970er Jahre auf weniger als 1000.
1975 wurde Dieter Hundt Gesellschafter und alleiniger Geschäftsführer des Unternehmens. Zwei Jahre später gründete er die erste produzierende Tochtergesellschaft in Frankreich. Eine weitere Internationalisierung wurde durch Zukäufe und Gründung von Tochtergesellschaften in Schleswig-Holstein, Schweden und Spanien vorangetrieben. In den 1980er Jahren wurde das Unternehmen unter anderem um ein neues Presswerk am Stammsitz in Uhingen sowie den norddeutschen Siebmaschinenhersteller Mogensen GmbH & Co. KG erweitert und in den 1990er Jahren durch den schwedischen Siebmaschinen- und Sizerhersteller Fredrik Mogensen AB und das spanische Unternehmen Gosag S.A. zu Beginn der Jahrtausendwende.
Im Jahr 2008 übernahm Helmar Aßfalg, zuvor Technik-Vorstand bei Müller Weingarten, die Geschäftsführung. Dieter Hundt, der bis zum 31. Dezember 2007 geschäftsführender Gesellschafter war und seit 1996 deutscher Arbeitgeberpräsident, wechselte zum 1. Januar 2008 in den Aufsichtsrat. Die durch Hundt begonnene Wachstumsstrategie wurde von Aßfalg mit der Gründung von Allgaier de México im Jahr 2009 und der chinesischen Tochtergesellschaft Allgaier Automotive Tool & Die Beijing Co. Ltd. sowie der Almo Process Technology Inc. in den USA im Jahr 2010 weitergeführt. 2011 folgte ein weiteres Werk in Puebla, Mexiko, das im Sommer 2018 um einen weiteren Produktionsstandort in Aguascalientes erweitert wurde. 2015 wurde ein neuer Standort in Oelsnitz, Sachsen eröffnet.
Zum 1. Juni 2008 wurde die bisherige Gesellschaft in drei Gesellschaften aufgeteilt: die Allgaier Werke GmbH (Holding), Allgaier Automotive GmbH (Werkzeugbau und Pressteile-Geschäft) sowie die Allgaier Process Technology GmbH (Verfahrenstechnik).
Zum 1. Oktober 2021 übernahm Achim Agostini die Geschäftsführung.
Im Frühjahr 2022 wurde die Übernahme von Allgaier durch einen nicht näher genannten chinesischen Investor bekannt. Im Juli 2022 bestätigte das Unternehmen den Sachverhalt und teilte mit, dass der chinesische Investor Westron zum 1. Juli 2022 die Mehrheit der Anteile des Unternehmens übernommen habe.
Am 21. Juni 2023 meldete das Unternehmen  überraschend Insolvenz an. Vonseiten der IG Metall wurde dies als Schritt zur Sicherung der Zukunft des Unternehmens eingeschätzt.
Im November 2023 wurde die Mogensen GmbH & Co. KG, einem Unternehmen der Allgaier-Gruppe, von der joest Group aus Dülmen gekauft.
Im Januar 2024 übernahm die Stafag International GmbH aus Mülheim an der Ruhr den Geschäftsbereich Prozeßtechnik.

## Geschäftsbereiche

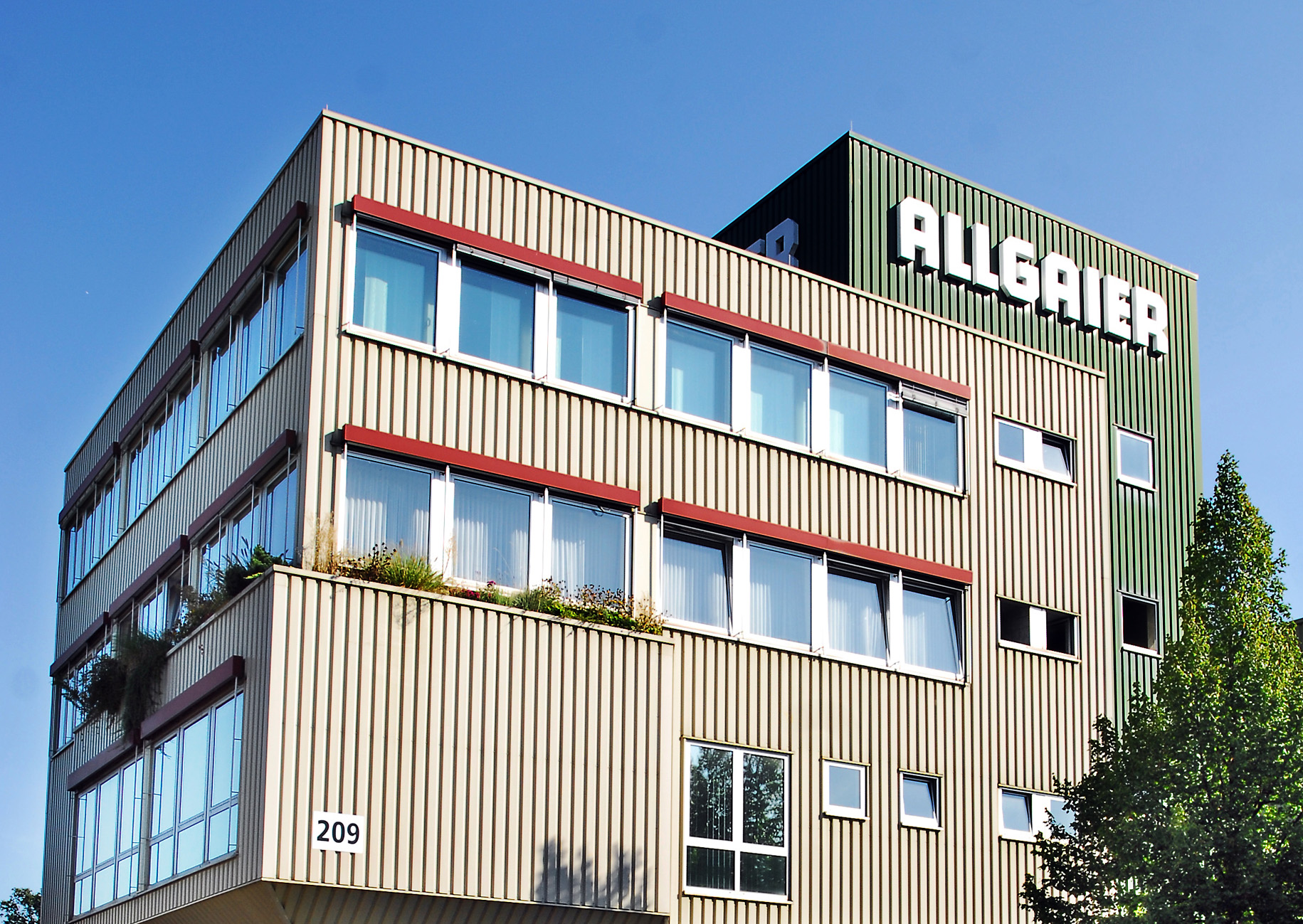
Allgaier Stammhaus (Uhingen)

Die Allgaier-Group teilt sich in die zwei Geschäftsbereiche Allgaier Automotive und Allgaier Process Technology. Die Holding-Gesellschaft Allgaier Werke GmbH steuert die zentralen Organisations- und Managementleistungen der Unternehmensgruppe vom Stammhaus in Uhingen.
- Allgaier Automotive: Lieferant für die internationale Automobilindustrie auf das Gebiet der Blechumformung und Komponentenherstellung spezialisiert.[20]

- Allgaier Automotive GmbH: Der größte Standort des Geschäftsbereichs Allgaier Automotive befindet sich in Uhingen.  Sie ist tätig im Karosserie- und Sonderwerkzeugbau, in der Herstellung von Pressteilen sowie in der Produktion und Entwicklung von Tanksystemen und anderen einbaufertigen Komponenten im Karosseriebereich.[21]

- Allgaier Sachsen GmbH: Hat ihren Sitz in Oelsnitz mit den Geschäftsfeldern Presswerk und Car Body.[22]

- Allgaier France S.à.r.l.: 1977 wurde die erste Tochtergesellschaft der Allgaier-Group gegründet und hat seinen Sitz bei Metz in Frankreich. Den Schwerpunkt der Produktion bildet die Fertigung von Pressteilen und Komponenten mit anschließender kathodischer Tauchlackierung.[23]

- Allgaier de Puebla S.A.P.I. De C.V.: wurde in Puebla, Mexiko 2011 gegründet. 2018 wurde die Tochtergesellschaft um eine zweite Produktionsstätte in Aguascalientes erweitert[24]. An dem Standorte findet neben der Fertigung von Strukturteilen auch die Montage von komplexen Schweißbaugruppen statt.[25]

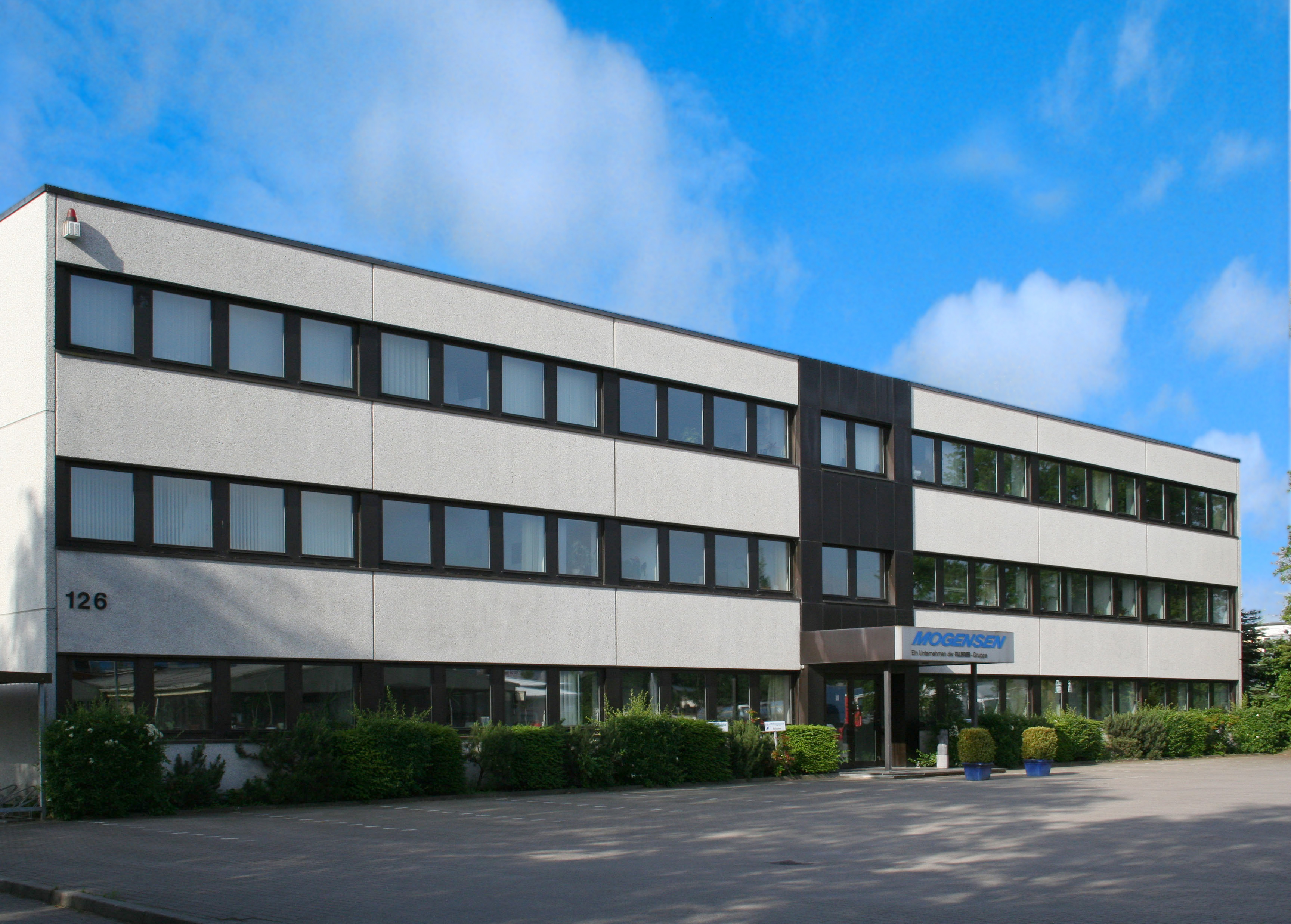
Allgaier Mogensen GmbH & Co. KG Hamburg

- Allgaier Automotive Tool & Die (Beijing) Co., Ltd.: Ist ein Vertriebs-, Service- und Sourcing Standort.[26]

- Allgaier Process Technology: Der Geschäftsbereich Process Technology mit den Kernmarken Allgaier, Mogensen, Gosag und Mozer fertigt standardisierte als auch individuell angefertigte Systeme und Anlagen zum industriellen Waschen, Trocknen, Kühlen, Sieben und Sortieren von Schüttgütern aller Art. Zu dem Geschäftsbereich Allgaier Process Technology gehören Gesellschaften im Süden und Norden Deutschlands, Schweden, Spanien, USA sowie Indien.[20]

- Allgaier Process Technology GmbH: Mit Sitz in Uhingen produziert Trommeltrockner, Wirbelschicht- und Scheibentrockner, kombinierte Trocken-Kühl-Aggregate sowie Taumel- und Vibrationssiebmaschinen.[27]

- Mogensen GmbH & Co. KG: Das 1968 gegründete Unternehmen in Wedel bei Hamburg wurde 1988 von Allgaier übernommen. Es werden Siebmaschinen nach dem Sizer-Prinzip produziert.[28]

- Fredrik Mogensen AB: In Hjo, Schweden wurde 1947 gegründet und seit 1995 Teil der Allgaier-Group. Das Unternehmen ist spezialisiert auf die Fertigung der Siebmaschine Mogensen Sizer, die 1947 von dem Ingenieur Fredrik Mogensen erfunden wurde.[29]

- Allgaier Mogensen S.L.U.: Wurde 1966 unter dem Namen GOSAG gegründet und ist seit 2003 Teil der Allgaier-Group. Das Unternehmen fertigt die Marke Gosag und entwickelt und produziert Wasch-, Sieb- und Sortieranlagen für alle Arten von Schüttgütern.[30]

- Allgaier Process Technology Inc.: Ist das nordamerikanische Vertriebs- und Servicebüro mit Standorten in Utah und Ohio.[31]

- Mozer Process Technology Pvt. Ltd.: Wurde im Jahr 2013 in Kalkutta, Indien als Joint Venture mit dem Unternehmen International Cumbustion (India) Ltd. gegründet. Neben der Fertigung von Mogensen Sizer produziert das Unternehmen vor allem Trocknersysteme.[32]